# Allium albanicum
Allium albanicum — вид трав'янистих рослин родини амарилісові (Amaryllidaceae), ендемік Албанії. Раніше популяції цього геофіту відносили до A. meteoricum Heldr. & Hausskn. ex Halácsy, описаного з кількох місць Північної та Центральної Греції. Ці два види дійсно виявляють тісні стосунки, головно щодо деяких особливостей шипуватих клапанів, суцвіття та квіткових частин. Вони також мають подібний каріотип. Однак текстура поверхні насіння та анатомія листя виявляють неабиякі відмінності. Є також кілька морфологічних ознак, які дозволяють їх диференціювати на видовому рівні.

## Опис
Цибулина яйцеподібна, 8–10 × 5–10 мм, зовнішні оболонки коричнюваті, внутрішні — білуваті. Стебло 14–28(30) см заввишки, циліндричне, гнучке, діаметром 1–1.5 мм, гладке, укрите на 1/4 своєї довжини листковими піхвами. Листків 3, досить плоскі, голі, зелені, ребристі, довжиною до 10 см і шириною 1–2.2 мм, зубчасті на краях. Суцвіття нещільно ±кулеподібне, діаметром 2–3 см, багатоквіткове, з нерівними квітконіжками довжиною 6–25 мм. Листочки оцвітини однакової довжини, білі з відтінком рожевого кольору, середня жилка зелено-фіолетова, внутрішні — лінійно-еліптичні, зовнішні ±ланцетоподібні, округлі та злегка виїмчасті на верхівці, довжиною 5.5–6.5 мм та шириною 1.7–2 мм. Пиляки зеленувато-блідо-жовті, еліптичні, 1–1.1 × 0.6 мм, округлі на верхівці. Коробочка триклапанна, майже куляста-обернено-яйцеподібна, 4–4.5 мм. Насіння має напів яйцеподібну форму (3.5–4.0 × 2.4–2.5 мм), з досить грубою поверхнею. 2n = 16.
Цвіте і плодоносить у червні та липні.

## Поширення
Ендемік Албанії.
Зростає на серпантинах або вапняках у відкритих скельних насадженнях з розсіяним поширенням, переважно в гірських місцях.